# مارکو آنتونیو باررا
مارکو آنتونیو باررا (انگلیسی: Marco Antonio Barrera؛ زادهٔ ۱۷ ژانویهٔ ۱۹۷۴) بوکسور اهل مکزیک است.
آنتونیو باررا مبارز  چپ دست در دهه‌ی پایانی قرن بیستم و دهه‌ی اول قرن بیست و یکم مبارزات معروفی را برگزار کرد که سه گانه‌ی مبارزه با اریک مورالس(۱ باخت و ۲ برد) و همچنین پیروزی بر نسیم حامد قهرمان بلامنازع جهان مهمترین آنها بود. 
مارکو آنتونیو در دوران حرفه‌ای خود موفق شد کمربندهای  قهرمانی  WBO ، WBC ، WBA ، IBF و  کمربند افتخاری رینگ (مجله)   را کسب کند ولی هرگز نتوانست عنوان  قهرمان بلامنازع   (undisputed champions ) بوکس را بدست آورد. وی در فوریه ۲۰۱۲ آخرین مبارزه حرفه‌ای خود را با پیروزی پشت سر گذاشت و بازنشسته شد.
مارکو آنتونیو در سال ۲۰۲۳ با ملکه‌ی زیبایی مکزیک ازدواج کرد.